# Cikánka (usedlost)
Cikánka je zaniklá usedlost v Praze 2-Vinohradech, která se nacházela na rohu ulic Vinohradská a Slavíkova západně od náměstí Jiřího z Poděbrad.

## Historie
Rozsáhlá vinice Bernarda Chotka je v místech usedlosti doložena již k roku 1408 pod názvem "Bernáška". Roku 1465 byl majetek prodán včetně meruňkového sadu připomínaného jako zvlášť cenná součást usedlosti. Na konci 15. století získal král vinici jako odúmrť, nedlouho poté ji koupili staroměstští měšťané.
Roku 1783 koupil „Cikánku“ od Zuzany a Tomáše Novodvorských hrabě Josef Emanuel Canal. Pozemky související se sousední Kanálkou si ponechal a hospodářskou budovu, dvůr, stáje, zahradu a výčep (vinný a pivní) roku 1801 prodal Janu Regnerovi. Roku 1843 je při usedlosti čp. 29 uváděn zájezdní hostinec zvaný "u města Prahy", později jatka na hovězí maso.
Zánik
Při výstavbě okolních budov na konci 19. století se dostala usedlost pod úroveň silnice a roku 1905 byla zbořena.

## Zajímavost
V roce 1901 se malíř Oskar Rex soudil o vlastnictví svého obrazu, na kterém byla Cikánka vypodobena; obraz jeho majitelka zakoupila za 375 zl a poté zapůjčila pro světovou výstavu v Paříži. Po návratu obrazu do Prahy o něj projevila zájem Společnost vlasteneckých přátel umění, která ho chtěla odkoupit za 600 zl. Malíř, který se odvolával na údajnou ústní dohodu s majitelkou, podle které jí malbu měl nahradit jinou, tento soud prohrál.